# Asplenium meanum
Asplenium meanum là một loài dương xỉ trong họ Aspleniaceae. Loài này được Gay mô tả khoa học đầu tiên năm 1854.
Danh pháp khoa học của loài này chưa được làm sáng tỏ. 